# Gran dobla de Pedro I
La Gran Dobla (Dupla Magna), o dobla de a diez, de Pedro I de Castilla es una moneda realizada en oro, acuñada en Sevilla en 1360. Forma parte de la colección del Museo Arqueológico Nacional de España, en Madrid, le corresponde el número de inventario 1867/21/2.

## Descripción e historia

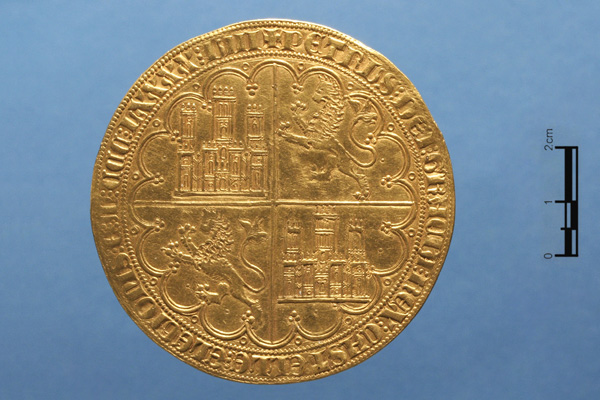
Reverso de la moneda

Con Pedro I se retoma una tradición monetaria islámica que continuará en la Edad Moderna: la emisión de grandes piezas de carácter protocolario que se mandaban acuñar con motivo de ocasiones señaladas, como símbolos de prestigio y regalos para personajes relevantes o a la Iglesia.
Estas grandes "doblas de cabeza" fueron emitidas en Sevilla en plena guerra civil entre el rey Pedro I el Cruel y su hermanastro, el conde de Trastámara, futuro Enrique II.
La leyenda de la moneda está tomada de los Salmos, y alude al auxilio divino en favor de la justicia:
- Anverso: DOMINUS*MICHI*ADVITOR*ET*EGO*DISPICIAM*INIMICOS*MEOS*E

- Reverso:

PETRVS*DEI*GRACIA*REX*CASTELLE*E*LEGIONIS*E*M*CCC*
LXXXX*VIII
En el reverso aparece el año de acuñación: 1398 de la Era Hispánica (corresponde al 1360 d. C.), cosa poco frecuente. La coincidencia de la fecha con la primera Batalla de Nájera (1360), hace pensar que se pudo haber acuñado como obsequio a los altos dignatarios que ayudaron a Pedro I en la victoria sobre Enrique en dicha batalla.
Debido a su gran tamaño y belleza en ejecución, se la puede considerar uno de los antecedentes más próximos a la medalla artística, nacida un siglo después en Italia.